# Api (dieu)
Pour les articles homonymes, voir API.
Api est un dieu de l'Égypte antique. Api n'est pas à confondre avec Apis, Hâpy ou Hâpi. Il est un dieu solaire et emprunte les traits de Khépri : il est le scarabée lumineux et ailé.